# WD 1145+017
Désignations
WD 1145+017 est une naine blanche autour de laquelle plusieurs objets ont été détectés. Elle est située à ∼ 460 a.l. (∼ 141 pc) de la Terre.